# Flugplatz Rudolstadt-Groschwitz

i7
i11
i13
Der Flugplatz Rudolstadt-Groschwitz (ICAO-Code: EDOK) ist ein Verkehrslandeplatz im Landkreis Saalfeld-Rudolstadt. Er verfügt über eine 800 Meter lange und 30 Meter breite Graspiste, von der 500 m × 10 m asphaltiert sind. Er ist für Segelflugzeuge, Motorsegler, Ultraleichtflugzeuge und Motorflugzeuge mit einem Höchstabfluggewicht von bis zu 5,7 Tonnen zugelassen.